# クロディア・プルクラ (オクタウィアヌスの妻)
クロディア・プルクラ（ラテン語: Clodia Pulchra  紀元前57/56年生）は、共和政ローマの政治家プブリウス・クロディウス・プルケルとフルウィアの間の娘。クラウディア (ラテン語: Claudia)という名でも知られる。彼女はマルクス・アントニウスのまま娘でマルクス・アントニウス・アンテュッルスやユッルス・アントニウスの異父姉であり、オクタウィアヌス（後のアウグストゥス）の最初の妻となった。

## 生涯

### 家族
唯一の同母兄弟に、小プブリウス・クロディウス・プルケルがいる。また異父兄弟にはガイウス・スクリボニウス・クリオ（同名の父とフルウィアの子）、マルクス・アントニウス・アンテュッルス、ユッルス・アントニウス（マルクス・アントニウスとフルウィアの子）の3人がいる。

### 結婚
母の二番目の夫となったクリオも、三番目の夫となったアントニウスも、自身の地位を高めるため喜んでフルウィアと再婚した。紀元前44年3月15日にガイウス・ユリウス・カエサルが暗殺されると、その部下だったアントニウスはオクタウィアヌスやマルクス・アエミリウス・レピドゥスと共に第二次三頭政治を始めた。この政治的な同盟を確固たるものとするため、フルウィアは娘のクロディア・プルクラを若いオクタウィアヌスに嫁がせようとした。一方レピドゥスは、彼の妻の姪セルウィリアをオクタウィアヌスと結婚させようとした。結局、オクタウィアヌスはクロディア・プルクラとの結婚を選んだ。二人の結婚についてはよく分かっておらず、クロディア・プルクラ自身に関する情報もあまり残っていない。
この動きはローマの政界や社会にわだかまりを生んだ。オクタウィアヌスがクロディアとの離婚を申し出ると、母フルウィアは義弟ルキウス・アントニウスと謀って、イタリア内で8個軍団を率いて挙兵し、オクタウィアヌスと戦う姿勢を見せた。彼女の軍は一時ローマを占領したが、その後ペルシア（現ペルージャ）に撤退した。紀元前41年から40年にかけての冬、オクタウィアヌスはこのフルウィアとルキウス・アントニウスが立て籠もる町を包囲し、兵糧攻めで降伏させた。フルウィアはシキオンに追放され、間もなく病で急死した。

### 離婚
その後オクタウィアヌスはクロディアと離婚し、スクリボニアと再婚した。オクタウィアヌスの子は、このスクリボニアとの間に生まれた大ユリアのみである。クロディアとの間は夫婦関係自体が完全に成立していなかったとみられる。オクタウィアヌスは母に宛てた手紙の中で、クロディアはまだ処女であると言っている。